# Getty Research Institute
Il Getty Research Institute (GRI) è un centro di ricerca situato presso il Getty Center di Los Angeles, California ed è "dedicato alla promozione della conoscenza e all'avanzamento della comprensione delle arti visive".
L'istituto fa parte della J. Paul Getty Trust e comprende una biblioteca di ricerca, un programma di mostre ed eventi, un programma di residenze di ricerca, la pubblicazione di libri e di database digitali (realizzati nell'ambito di Getty Publications).

## Storia
Il Getty Research Institute era originariamente chiamato "Getty Center for the History of Art and the Humanities" ed era stato per la prima volta discusso nel 1983. Si trovava a Santa Monica e il suo primo direttore (a partire dal 1985) era Kurt W. Forster.
In una dichiarazione alla sua partenza nel 1992, Forster riassunse il suo mandato come "A partire dai rudimenti di una piccola biblioteca museale... il centro crebbe... fino a diventare uno dei principali centri di ricerca nazionali per le arti e la cultura. . ." Nel 1994, Salvatore Settis, professore di storia dell'arte classica e di archeologia in Italia, divenne direttore del Centro. Nel 1996, il nome del Centro fu cambiato in "Getty Research Institute for the History of Art and the Humanities", e nel 1999 era conosciuto semplicemente come "Getty Research Institute".
Quando il Getty Information Institute (ex Art History Information Program, fondato nel 1983) fu sciolto nel 1999 come "risultato di un cambio di leadership al Getty Trust", il GRI assorbì "molte delle sue funzioni".
Nel 2000, Thomas E. Crow è stato scelto come direttore del Getty Research Institute per sostituire Settis che si era dimesso nel 1999. Crow annunciò nell'ottobre 2006 che sarebbe partito per la New York University. Nel novembre 2007 Thomas W. Gaehtgens è diventato direttore del GRI; è stato in precedenza (1985-1986) visiting fellow presso il Getty Center for the History of Art and the Humanities. Ha ricoperto la carica fino al 2019, quando Mary Miller è stata nominata nuovo direttore del GRI.

## Programmi

### Biblioteca
La biblioteca di ricerca del Getty Research Institute contiene oltre 1 milione di volumi di libri, periodici e cataloghi d'asta; collezioni speciali; e due milioni di fotografie di arte e architettura. La biblioteca è cresciuta significativamente nel tempo: aveva 30.000 volumi nel 1983 e 450.000 volumi nel 1986.
La biblioteca si trova presso il Getty Center e non presta le sue collezioni, ma permette la consultazione a qualsiasi visitatore.

### Mostre e altri eventi
Il Getty Research Institute organizza due mostre pubbliche all'anno nelle sue due gallerie che "si concentrano principalmente sulle collezioni speciali della biblioteca di ricerca o sul lavoro prodotto da artisti residenti". Ad esempio, nel 2005-2006 ha organizzato una mostra intitolata "Julius Shulman, Modernity and the Metropolis". La mostra è diventata itinerante e presentata al National Building Museum e all'Art Institute di Chicago. Altre mostre dell'istituto includono "Overdrive: LA Constructs the Future, 1940-1990", organizzata in collaborazione con il museo nel 2013, "World War I: War of Images, Images of War" nel 2015, e "Templi rupestri di Dunhuang: arte buddista sulla via della seta cinese", organizzato in collaborazione con il Getty Conservation Institute nel 2016.
Oltre alle mostre, il Getty Research Institute organizza conferenze (aperte al pubblico), colloqui (la maggior parte aperti al pubblico), workshop (solo su invito) e proiezioni di film e video (aperti al pubblico).
L'istituto organizza anche mostre online. Nel 2017 ha lanciato la sua prima mostra esclusivamente online, "The Legacy of Ancient Palmyra". Questa mostra è stata rilanciata nel 2021 come "Ritorno a Palmira" con nuovi contenuti e traduzioni in arabo. La sua successiva mostra online è stata "Bauhaus: Building the New Artist", lanciata nel 2019 insieme alla mostra in galleria "Bauhaus Beginnings".
Nel 2013 la Galleria GRI è stata sottoposta a una ristrutturazione che ha aggiunto ulteriori 185 metri quadrati / 2.000 piedi quadrati ai suoi esistenti 74 metri quadrati / 800 piedi quadrati di spazio.

### Programma di residenze per studiosi
Il programma di residenze per studiosi ha l'obiettivo di "integrare il territorio spesso isolato della storia dell'arte nella sfera più ampia delle discipline umanistiche". Il primo gruppo di studiosi arrivò nel 1985-1986; avevano il salario e alloggio, ma non avevano "assolutamente alcun obbligo di produrre". Tra gli studiosi di rilievo nel 1992-1993 c'era la scrittrice tedesca Christa Wolf, che scrisse il romanzo Medea: una rivisitazione moderna durante il suo anno all'istituto.
Ogni anno gli studiosi sono invitati a lavorare su progetti legati a un tema specifico. La durata del soggiorno varia: gli studiosi Getty sono in residenza per tre, sei o nove mesi, gli studiosi in visita da uno a tre mesi, e i borsisti pre- e post-dottorato per un anno accademico di nove mesi.

### Pubblicazioni
Il Getty Research Institute pubblica una collana di libri dal titolo "Serie Imprints", con delle serie focalizzate su "Problemi e dibattiti", "Testi e documenti", "Introduzione a" (sulle "informazioni sul patrimonio culturale in formato elettronico") e "Risorse" (sulle collezioni speciali della biblioteca). Inoltre l'istituto pubblica cataloghi di mostre e altri materiali in formato cartaceo.
Il Getty Research Institute pubblica una rivista accademica con peer-review dal titolo Getty Research Journal, che presenta lavori "relativi alle collezioni, alle iniziative e alla ricerca del Getty". Avviata nel 2009, la rivista pubblica un numero annuale e ha iniziato la pubblicazione semestrale nel 2021.

### Banche dati elettroniche
Tra i database elettronici dell'ex Getty Information Institute che il Getty Research Institute continua a produrre vi sono:
- Database del Getty Vocabulary Program ( Art &amp; Architecture Thesaurus (AAT), Getty Thesaurus of Geographic Names (TGN) e Union List of Artist Names (ULAN))[38]
- Bibliografia di Storia dell'Arte (BHA)[39]
- Getty Provenance Index che conserva registrazioni di collezioni, vendite all'asta e altre informazioni per la ricerca sul mercato dell'arte e sulla provenienza delle opere.[40]
- Il Getty Research Portal fornisce accesso gratuito a testi di storia dell'arte completamente digitalizzati in pubblico dominio. Il database è stato lanciato nel 2012 ed è una collaborazione con le biblioteche che stanno digitalizzando i libri di storia dell'arte. I contributori iniziali includono la Avery Architectural & Fine Arts Library della Columbia University, la Biblioteca de la Universidad de Málaga, la Frick Art Reference Library, il Getty Research Institute, la Biblioteca dell'Università di Heidelberg, l'Institut national d'histoire de l'art, i membri del New York Art Resources Consortium e della Biblioteca Thomas J. Watson al Metropolitan Museum of Art.[41]

Nel 2006, il Getty Research Institute e l'OCLC Online Computer Library Center hanno annunciato che i Getty Vocabularies (Art &amp; Architecture Thesaurus, Getty Thesaurus of Geographic Names e Union List of Artist Names) saranno disponibili come servizio Web.
Fino al 1 luglio 2009, il Getty Information Institute e successivamente il Getty Research Institute hanno coprodotto l'Avery Index to Architectural Periodicals con la Avery Architectural and Fine Arts Library. In tale data l'istituto ha ritrasferito il database alla Columbia University, che continua a mantenerlo.
Il Getty Research Institute partecipa anche al programma di scambio di ricerca sulla provenienza tedesco/americano (PREP), che forma ricercatori specializzati in progetti di indagine sulla provenienza di opere d'arte nel periodo dell'Olocausto.

## Collezioni speciali
Il Getty Research Institute detiene molti importanti archivi relativi ad artisti, architetti e collezionisti d'arte. Ospita anche gli archivi istituzionali dei programmi passati e attuali del Getty Trust.
Già nel 1985 il Getty aveva acquisito l'archivio completo della scultrice americana Malvina Hoffman. Nel 2011 ha acquisito l'importante archivio di Harald Szeemann, composto da oltre 1.000 scatole di corrispondenza, file di ricerca, disegni e oggetti effimeri, oltre a circa 28.000 libri e 36.000 fotografie. Possiede anche diversi archivi di mercanti d'arte, inclusi documenti per le gallerie Goupil & Cie e Boussod Valadon, la Galleria Knoedler e i fratelli Duveen. Possiede anche le carte della gallerista Clara Diament Sujo e i registri delle Gallerie d'Arte Stendhal.
Le Collezioni Speciali del Getty Research Institute comprendono archivi dei principali artisti e movimenti moderni e contemporanei. Nel 2019 ha acquisito l'archivio completo dello scultore Claes Oldenburg e di sua moglie Coosje van Bruggen. Ha raccolto documentazione dei movimenti artistici moderni europei dell'inizio del XX secolo, tra cui Dada e Surrealismo, Futurismo italiano, Modernismo russo e Bauhaus.
Inoltre, il patrimonio dell'istituto nel campo dell'arte sperimentale comprende archivi relativi a molti importanti movimenti e gruppi della metà del XX secolo, tra cui l'avanguardia giapponese, Fluxus, Experiments in Art and Technology (EAT) e l'Internazionale Situazionista. Contiene anche documenti relativi alla musica, alla danza e ai media cinematografici, compresi i documenti del compositore David Tudor, gli archivi dei ballerini Simone Forti e Yvonne Rainer, l'archivio video del Long Beach Museum of Art e le registrazioni dello spazio performativo di New York dal nome "The Kitchen".
L'istituto ha archivi significativi nell'arte femminista, inclusi i documenti del gruppo di attivisti Guerrilla Girls e dell'artista concettuale femminista Mary Kelly. Possiede anche gli archivi video del Woman's Buildin, un centro artistico ed educativo con sede a Los Angeles. Nel 2018 l'istutito ha ricevuto un finanziamento attraverso il programma Save America's Treasures per elaborare e digitalizzare 11 archivi relativi al Woman's Building, inclusi i documenti di Feminist Art Workers, Sisters for Survival, Mother Art, the Waitresses, Barbara T. Smith, Faith Wilding e Nancy Buchanan.
Nel campo della performance art, le collezioni dell'istituto includono gli articoli di Allan Kaprow e Rachel Rosenthal, nonché di Robert R. McElroy, che documentarono con fotografie molti dei primi “Happenings”. Ha anche le registrazioni della rivista High Performance e dello spazio Los Angeles Contemporary Exhibitions (LACE).
L'istituto conserva gli archivi di diversi importanti architetti californiani della metà del secolo, tra cui Frank Gehry, Paul R. Williams, John Lautner, Ray Kappe e William Krisel. Inoltre, contiene le carte dei fotografi di architettura Lucien Hervé e Julius Shulman . Ha anche le collezioni della critica di architettura Ada Louise Huxtable e dello storico dell'architettura Thomas S. Hines.
Le collezioni fotografiche dell'istituto includono il lavoro del pioniere francese della camera oscura Louis Rousselet e le fotografie di viaggio del XIX secolo di Honoré d'Albert, VIII Duc de Luynes. Possiede collezioni di opere dei collaboratori tedeschi e ungheresi Shunk-Kender, della fotografa tedesco-argentina Grete Stern e del critico d'arte e fotografo venezuelano Alfredo Boulton. Inoltre, possiede anche gli archivi dei fotografi americani Robert Mapplethorpe e Allan Sekula, nonché quelli del direttore della rivista Alexander Liberman.
L'istituto possiede oltre 27.000 stampe risalenti al XVI secolo. Questi includono un insieme completo dell'opera di Giovanni Battista Piranesi e lo Speculum romanae magnificaiae di Antonio Lafreri. Conserva anche stampe significative provenienti dalla Cina durante la dinastia Qing, tra le quali la Mappa completa del mondo di Ferdinand Verbiest, le Battaglie dell'Imperatore della Cina e il Giardino della Perfetta Chiarezza. Ha anche una collezione di rari libri di botanica e xilografie dal XVI al XIX secolo appartenenti a Tania Norris.
Le collezioni dell'istiuto includono anche quaderni di schizzi di molti artisti importanti, tra i quali Francesco di Giorgio Martini, Jacques-Louis David, Charles Percier, Adolph Menzel, Félix Bracquemond, Edmond Aman-Jean, Ernst Ludwig Kirchner, Malvina Hoffman, Diego Rivera e Mark Rothko.

## Progetti e iniziative di ricerca
Tra i progetti speciali del Getty Research Institute vi sono "LA as Object: The Transformative Culture of Los Angeles Communities" condotto tra il 1995 e il 1999, i cui scopi includevano "migliorare le risorse esistenti e sviluppare nuove risorse che sostengono nuove borse di ricerca su Los Angeles e anche incoraggiare ] la preservazione, la conservazione e l'esposizione della cultura materiale locale".
In collaborazione con organizzazioni locali, il Getty Research Institute ha pubblicato Cultural Inheritance/LA: A Resource Directory of Less Visible Archives and Collections in the Los Angeles Region nel 1999. Nel 2000, il progetto LA as Object è stato trasferito alla University of Southern California, che continua ad aggiornare ed espandere una versione online della directory delle risorse.
Pacific Standard Time, uno dei progetti più ambiziosi e importanti di Getty, è iniziato come un'iniziativa del 2002 tra il Getty Research Institute e la Getty Foundation con l'obiettivo di preservare la storia dell'arte di Los Angeles del dopoguerra che rischiava di essere persa o diventare inaccessibile. L'iniziativa nasce da un progetto di storia orale realizzato presso il Getty Research Institute che inizialmente si chiamava "On the Record"  l'e consisteva in sovvenzioni a musei e biblioteche locali e al Getty Research Institute che acquisiva "documenti, video, fotografie e altri documenti del periodo".
La prima serie di mostre sul Pacific Standard Time, intitolata " Pacific Standard Time: Art in LA, 1945-1980", è stata coordinata tra Getty e altri musei di Los Angeles tra il 2011 e il 2012. Oltre 60 istituzioni che hanno ricevuto sovvenzioni per un totale di circa 10 milioni di dollari hanno partecipato presentando mostre e programmi sulla storia dell'arte della California. La seconda iterazione del Pacific Standard Time è stata "Modern Architecture in LA" nel 2013. La terza serie di mostre è stata "Pacific Standard Time: LA/LA" nel 2017-2018, che ha cercato di mettere in dialogo Los Angeles e l'arte latinoamericana. Questa iterazione si è estesa oltre l'arte moderna e contemporanea per includere mostre sull'epoca antica e premoderna L'Institute for Applied Economics della Los Angeles County Economic Development Corporation ha documentato che LA/LA "ha creato oltre 4.000 posti di lavoro, ha aggiunto 430 milioni di dollari di produzione economica [all'economia regionale] e ha sostenuto un reddito da lavoro (salari) di quasi 188 milioni di dollari".
Uno dei maggiori impatti del Pacific Standard Time è stato l'aver riconosciuto Los Angeles e la costa occidentale – e non solo New York City – come un importante centro di produzione artistica negli Stati Uniti del dopoguerra. ARTnews ha nominato Pacific Standard Time la mostra d'arte più importante degli anni 2010.
Nel 2011 il Getty Research Institute ha acquisito l'archivio Streets of Los Angeles di Ed Ruscha, che comprende "migliaia di negativi, centinaia di provini fotografici e relativi documenti ed effimeri". Nel 2020 l'istituto ha lanciato il sito web "12 Sunsets: Exploring Ed Ruscha's Archive", che raccoglie oltre 65.000 fotografie che Ruscha ha scattato agli edifici lungo Sunset Boulevard tra il 1965 e il 2007.
Nel 2018 il Getty Research Institute ha annunciato l'African American Art History Initiative, che cerca di "rafforzare il suo patrimonio afroamericano attraverso acquisizioni di archivi chiave", a cominciare dall'acquisizione dell'archivio dell'artista di assemblaggio Betye Saar.
Il Getty Research Institute sta finanziando la digitalizzazione della "Storia generale delle cose della Nuova Spagna", noto anche come Codice fiorentino, un manoscritto miniato del XVI secolo scritto in nahuatl e spagnolo che descrive la vita azteca in quella che oggi è Città del Messico al tempo della Conquista spagnola.

## Personale e bilancio
Durante il periodo luglio 2006-giugno 2007, il Getty Research Institute aveva circa 200 dipendenti a tempo pieno e part-time e un budget di 63,7 milioni di dollari. Tra luglio 2017 e giugno 2018, il suo budget era di 68,6 milioni di dollari.